# Red River Shore
Red River Shore è un film del 1953 diretto da Harry Keller.
È un western statunitense ambientato in Oklahoma nel 1800 con Rex Allen, Slim Pickens e Lyn Thomas.

## Produzione
Il film, diretto da Harry Keller su una sceneggiatura di Arthur E. Orloff e Gerald Geraghty, fu prodotto da Rudy Ralston per la Republic Pictures e girato a Los Angeles nel settembre 1953. Il titolo di lavorazione fu Valley of the Wild Stallion.

## Distribuzione
Il film fu distribuito negli Stati Uniti dal 1953 al cinema dalla Republic Pictures. È stato distribuito anche in Brasile con il titolo Ligeiro no Gatilho.